# Décennie 1940 aux échecs
 Chronologie des échecs- décennie 1940-1949

## 1940
- Max Euwe remporte le tournoi de Beverwijk
- Samuel Reshevsky est champion des États-Unis pour la 3e fois
- Le 12e championnat d'URSS est remporté par Andor Lilienthal et Igor Bondarevski
- La revue d'échecs La Stratégie cesse d'être publiée

## 1941
- Mikhail Botvinnik remporte le titre de champion absolu d'URSS
- Décès d'Emanuel Lasker à Manhattan et de Juan Corzo à La Havane
- Arthur Wijnans remporte le tournoi de Beverwijk

## 1942
- Max Euwe remporte le tournoi de Beverwijk
- Samuel Reshevsky remporte le championnat des États-Unis au départage devant Isaac Kashdan
- Alexandre Alekhine remporte le championnat européen organisé par l'Allemagne nazie à Munich.
- Décès : Rudolf Spielmann, José Raúl Capablanca, Sergueï Belavenets, Leonid Kubbel, Alekseï Troïtski

## 1943
- Arnold van den Hoek remporte le tournoi de Beverwijk
- Miguel Najdorf joue contre 40 adversaires à l'aveugle en Argentine, espérant que ce record parviendra à donner de ses nouvelles à sa famille en Europe
- Naissance de Bobby Fischer
- Décès : Vladimirs Petrovs

## 1944
- Mikhail Botvinnik remporte le 13e championnat d'URSS à Moscou
- Décès : Frank Marshall et Vera Menchik, championne du monde en titre
- Theo Van Scheltinga remporte le tournoi de Beverwijk

## 1945
- Le match par radio États-Unis - URSS est l'une des premières rencontres sportives de l'immédiat après-guerre. L'URSS remporte facilement la victoire
- Mikhail Botvinnik remporte le 14e championnat d'URSS à Moscou

## 1946
- Albéric O'Kelly de Galway remporte le tournoi de Beverwijk
- Samuel Reshevsky remporte le championnat des États-Unis
- Mikhail Botvinnik remporte le tournoi de Groningue
- Décès d'Alexandre Alekhine, le champion du monde en titre au Portugal, le titre reste vacant jusqu'en 1948.

## 1947
- Paul Keres remporte le 15e championnat d'URSS à Leningrad
- Albéric O'Kelly de Galway remporte le 1er tournoi zonal européen à Hilversum
- Theo Van Scheltinga remporte le tournoi de Beverwijk
- Miguel Najdorf joue contre 45 joueurs à l'aveugle à São Paulo

## 1948
- Lodewijk Prins remporte le tournoi de Beverwijk
- David Bronstein et Alexandre Kotov remportent le 16e championnat d'URSS à Moscou
- David Bronstein remporte le 1er tournoi interzonal de Saltsjöbaden (Stockholm) devant László Szabó, Issaak Boleslavski, Alexandre Kotov, Andor Lilienthal, Salo Flohr, Miguel Najdorf et Gideon Ståhlberg.
- Le championnat du monde d'échecs 1948 est organisé pour la première fois par la Fédération internationale des échecs à La Haye et Moscou, il consacre le Russe Mikhail Botvinnik.

## 1949
- Nicolas Rossolimo remporte le tournoi d'échecs d'Hastings 1948/1949
- Xavier Tartakover remporte le tournoi de Beverwijk
- Vassily Smyslov et David Bronstein remportent le 17e championnat d'URSS à Moscou
- Folke Rogard remplace Alexander Rueb à la tête de la FIDE. Il en restera Président jusqu'en 1970, date à laquelle Max Euwe prendra la succession.